# Jeux de la Francophonie de 1997
 (avril 2025).
Si vous disposez d'ouvrages ou d'articles de référence ou si vous connaissez des sites web de qualité traitant du thème abordé ici, merci de compléter l'article en donnant les références utiles à sa vérifiabilité et en les liant à la section « Notes et références ».
Navigation
Paris-Bondoufle 1994 Ottawa-Hull 2001
Les Jeux de la Francophonie 1997, IIIes Jeux de la Francophonie, se sont déroulés du 27 août  au 6 septembre 1997 à Antananarivo, au Madagascar.

## Lauréats
Dans la catégorie culturelle Contes et conteurs, Michel Faubert du Canada remporte la médaille d'or avec son spectacle Le Passeur.

## Sports
Le genre est noté F pour Femmes et H pour Hommes :
| Sport       | Sexe | Résultat |
| ----------- | ---- | -------- |
| Athlétisme  | H/F  | détails  |
| Basket-ball | F    | détails  |
| Boxe        | H    | détails  |
| Football    | H    | détails  |
| Judo        | H/F  | détails  |
| Tennis      | F    | détails  |

## Récapitulatif des médailles
Vingt-trois équipes ont remporté une ou plusieurs médailles :
| Rang  | Pays                      | 00Or00 | Argent | Bronze | 0Total0 |
| ----- | ------------------------- | ------ | ------ | ------ | ------- |
| 1     | France                    | 23     | 23     | 15     | 61      |
| 2     | Madagascar                | 15     | 6      | 15     | 36      |
| 3     | Canada                    | 10     | 14     | 13     | 37      |
| 4     | Wallonie-Bruxelles        | 5      | 3      | 4      | 12      |
| 5     | Sénégal                   | 5      | 1      | 6      | 12      |
| 6     | Roumanie                  | 4      | 2      | 2      | 8       |
| 7     | Cameroun                  | 3      | 4      | 8      | 15      |
| 8     | Tunisie                   | 3      | 3      | 6      | 12      |
| 9     | Côte d'Ivoire             | 3      | 2      | 4      | 9       |
| 10    | Québec                    | 2      | 2      | 6      | 10      |
| 11    | Burundi                   | 2      | 2      | 1      | 5       |
| 12    | Maurice                   | 1      | 7      | 6      | 14      |
| 13    | Gabon                     | 1      | 3      | 7      | 11      |
| 14    | Seychelles                | 1      | 1      | 2      | 4       |
| 15    | Nouveau-Brunswick         | 1      | 0      | 5      | 6       |
| 16    | Guinée                    | 1      | 0      | 0      | 1       |
| 17    | Liban                     | 0      | 2      | 1      | 3       |
| 18    | République du Congo       | 0      | 1      | 0      | 1       |
| 18    | Luxembourg                | 0      | 1      | 0      | 1       |
| 18    | Niger                     | 0      | 1      | 0      | 1       |
| 21    | Burkina Faso              | 0      | 0      | 2      | 2       |
| 21    | République centrafricaine | 0      | 0      | 2      | 2       |
| 23    | Cap-Vert                  | 0      | 0      | 1      | 1       |
| Total | Total                     | 80     | 78     | 106    | 264     |

## Délégations non médaillées
Les pays restés non médaillés sont les suivants :
- Bénin
- Comores
- République du Congo
- Dominique
- Guinée-Bissau
- Haïti
- Mali
- Maroc
- Mauritanie
- Moldavie
- Monaco
- Pologne
- Rwanda
- Sainte-Lucie
- Tchad
- Togo
- Viêt Nam